# Schismatogobius vanuatuensis
Schismatogobius vanuatuensis és una espècie de peix de la família dels gòbids i de l'ordre dels perciformes.

## Morfologia
- Les femelles poden assolir 3,99 cm de longitud total.[4]

## Hàbitat
És un peix d'aigua dolça, de clima tropical i bentopelàgic que viu entre 0-3 m de fondària.

## Distribució geogràfica
Es troba a Oceania: Vanuatu.

## Observacions
És inofensiu per als humans.